# Archers frankolijn
Archers frankolijn (Scleroptila gutturalis; synoniem: Francolinus levaillantoides) is een vogel uit de familie fazantachtigen (Phasianidae). De wetenschappelijke naam van de soort is voor het eerst geldig gepubliceerd in 1836 door Smith. De vogel is genoemd naar de Engelse ornitholoog Geoffrey Archer.

## Voorkomen
De soort komt voor in het noordoosten en zuiden van Afrika en telt zes ondersoorten:
- S. g. gutturalis: Eritrea en noordelijk Ethiopië.
- S. g. archeri: zuidelijk Ethiopië, zuidoostelijk Soedan, noordelijk Oeganda en noordwestelijk Kenia.
- S. g. lorti: noordelijk Somalië.
- S. g. jugularis: zuidwestelijk Angola.
- S. g. pallidior: noordelijk Namibië.
- S. g. levalliantoides: van oostelijk Namibië en zuidelijk Botswana tot centraal Zuid-Afrika.

## Beschermingsstatus
Op de Rode Lijst van de IUCN heeft de soort de status niet bedreigd.